# El vergonzoso en palacio
El vergonzoso en palacio (O vergonzoso em palácio, em português) é uma peça de teatro do dramaturgo espanhol do século XVII Tirso de Molina. Ela foi escrita entre 1606 e 1612 e publicou-se pela primeira vez em 1624 em Barcelona.
A acção desta obra decorre na cidade portuguesa de Aveiro. A peça é uma comédia, do subgênero da comédia palatina, que conta as aventuras de Mireno, um jovem pastor, no palácio do duque de Aveiro, onde se apaixona da filha do duque, Magdalena. Finalmente, Mireno descobre que seu pai é irmão do duque e que, portanto, ele é um nobre, sobrinho do duque e se casa com Magdalena.